# Doodstraf in Guyana
De doodstraf in Guyana is gehandhaafd bij wet (2021), maar wordt sinds 1997 niet meer uitgevoerd.:12 Guyana wordt door Amnesty International beschouwd als een handhaver van de doodstraf.  De doodstraf wordt uitgevoerd door ophanging.
In 2021 werden vier personen waaronder een vrouw ter dood veroordeeld.:12-13 In totaal waren er 27 ter dood veroordeelden waaronder vier vrouwen.:13,16 Eén veroordeling werd in hoger beroep omgezet naar gevangenisstraf.:20 Guyana heeft in 2020 bij de Verenigde Naties geen stem uitgebracht tijdens de behandeling van het moratorium op het gebruik van de doodstraf. In juni 2021 werd bij het hooggerechtshof een zaak ingediend over de grondwettelijkheid van de doodstraf, maar de rechtbank besliste dat de doodstraf in overeenstemming was met de grondwet.